# 오크루즈나야역 (모스크바 중앙 순환선)
오크루즈나야역(러시아어: Окружная)은 모스크바 지하철 모스크바 중앙 순환선의 역이다. 모스크바 순환 철도의 이름을 따서 제정된 이 역은, 지금의 모스크바 중앙 서클의 옛 이름이다.

## 환승
오크루즈나야 역에서는 류블린스코 드미트롭스카야 선의 오크루즈나야 역과 모스크바 사뵬롭스키 방향 교외 철도의 오크루즈나야 역과 환승이 가능하다.
셰레메티예보 공항 ~ 벨로루스키 역 구간으로 운행되는 아에로 익스프레스(«Аэроэкспресс»)도 중간 정차역으로 이용 가능하다.